# Cyril Tourneur

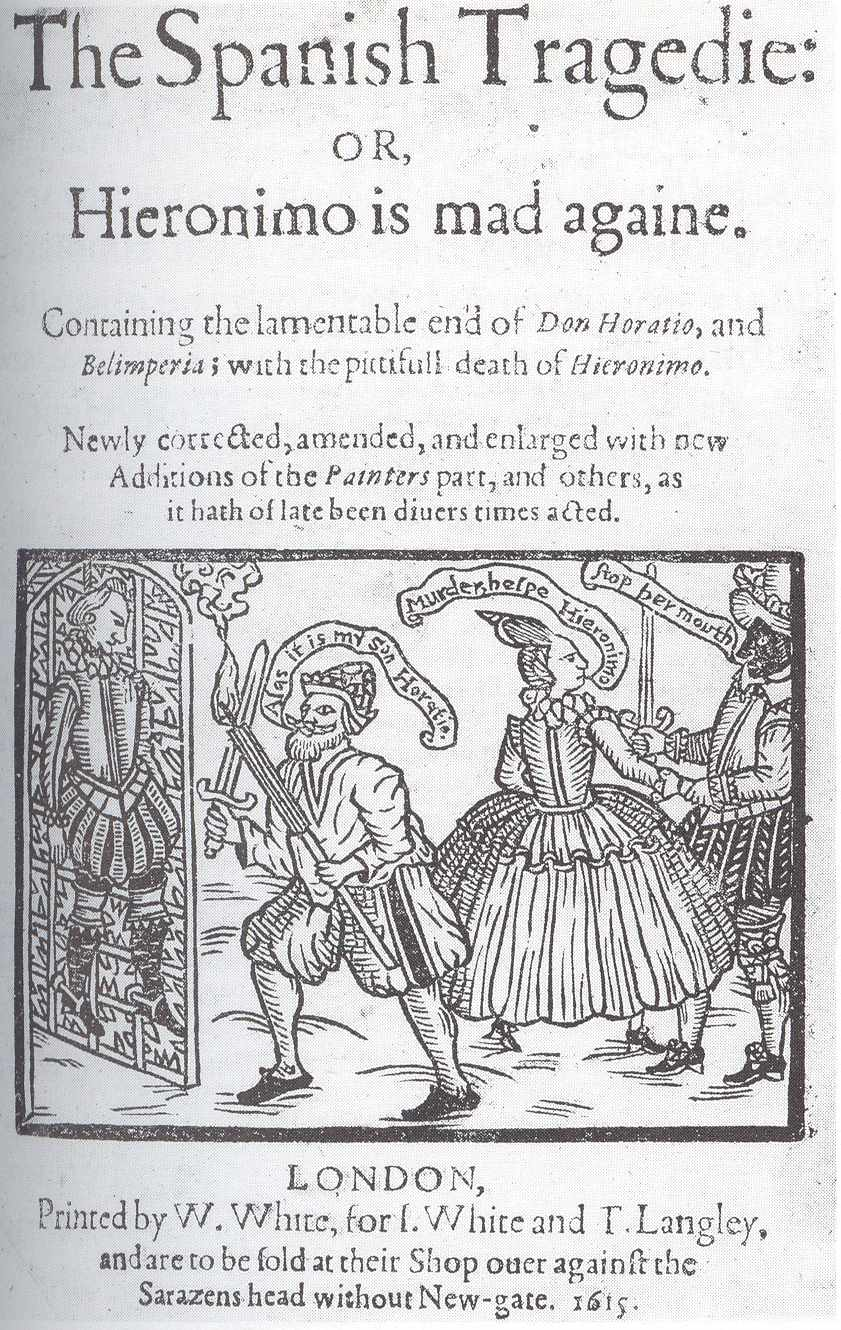
Cyril Tourneur continuou a tradição da tragédia de vingança, cujo primeiro exemplo foi The Spanish Tragedy, de Thomas Kyd.

Cyril Tourneur (1575 – 28 de fevereiro de 1626) foi um dramaturgo jacobita que obteve grande êxito durante o reinado de Jaime VI da Escócia e I de Inglaterra. Sua obra mais conhecida é The Revenger's Tragedy (A tragédia do vingador) (1607), uma obra que alternativamente é atribuída a Thomas Middleton.
Cyril Tourneur foi, possivelmente, filho de um Capitão do exército chamado Richard Turner, que esteve destinado nos Países Baixos, onde igualmente serviu Tourneur, pois há um documento de 1613 onde consta que lhe pagaram uma quantidade por levar cartas a Bruxelas. Desfrutou de uma pensão do governo das Províncias Unidas.